# 八角镇 (小金县)
八角乡，是中华人民共和国四川省阿坝藏族羌族自治州小金县下辖的一个乡镇级行政单位。2019年12月，撤销八角乡、双柏乡，设立八角镇，以原八角乡和原双柏乡所属行政区域为八角镇的行政区域。

## 行政区划
八角乡下辖以下地区：
农光村、八角村、桥头村、太阳沟村、大坪村、藏青村和巴木村。